# Diathoneura euryopa
Diathoneura euryopa är en tvåvingeart som beskrevs av Oswald Duda 1925. Diathoneura euryopa ingår i släktet Diathoneura och familjen daggflugor. Inga underarter finns listade i Catalogue of Life.